# Vysílač Mezivrata
Vysílač Votice – Mezivrata se nachází na stejnojmenném kopci v nadmořské výšce 713 m n. m. Televizním a rozhlasovým signálem pokrývá především jižní část středních Čech a severní část jižních Čech. Kromě televizního a rozhlasového vysílače a ostatních radioreléových spojů jsou zde umístěny i základnové stanice (BTS) mobilních operátorů O2, T-Mobile a Vodafone.

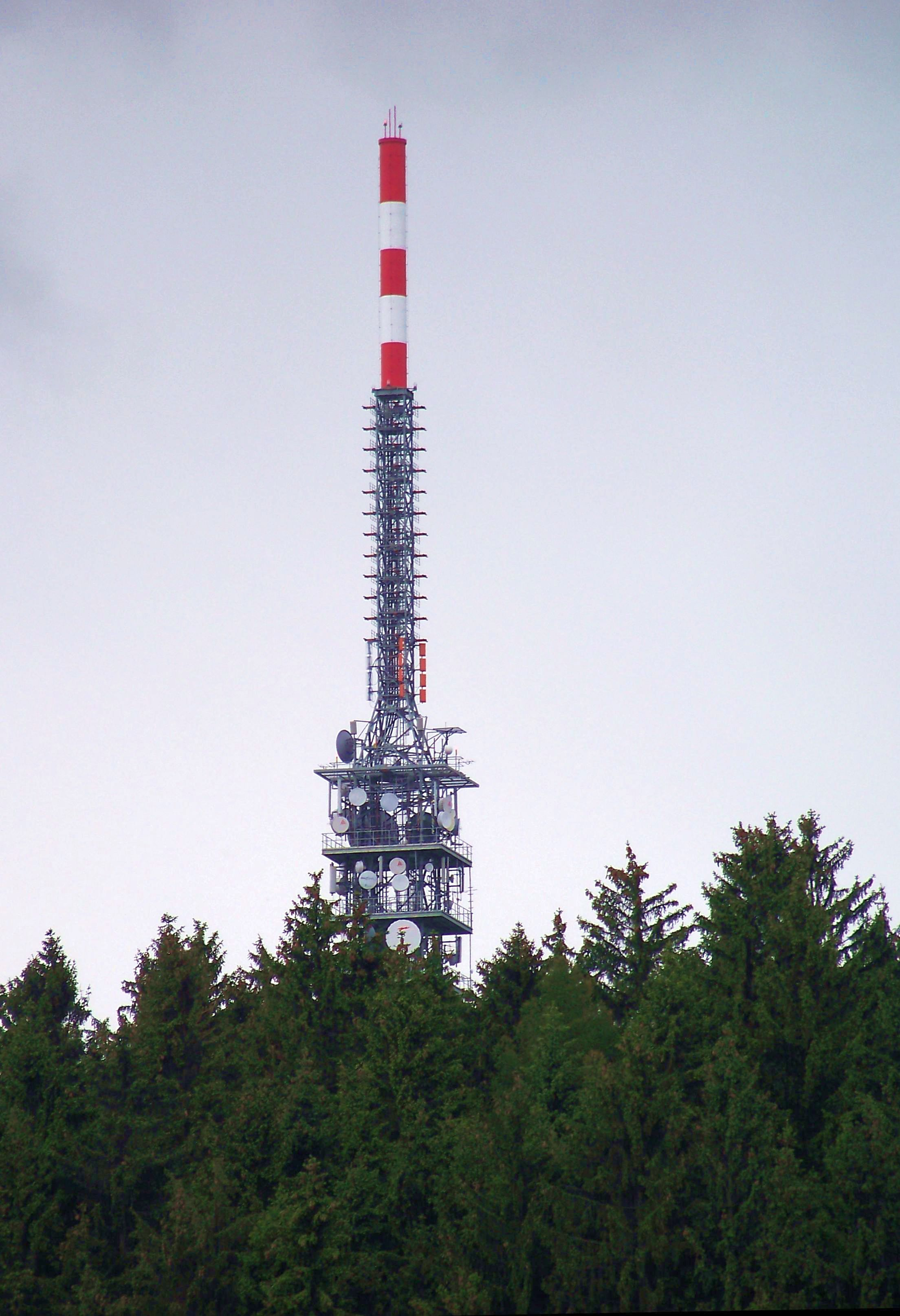
Vysílač Mezivrata od východu

## Vysílané stanice
Z vysílače Mezivrata jsou vysílány následující televizní multiplexy a rozhlasové stanice:

### TV
|        | Multiplex    | Kanál | Kmitočet | Výkon (ERP) | Polarizace   |
| ------ | ------------ | ----- | -------- | ----------- | ------------ |
| DVB-T2 | Multiplex 21 | 26    | 514 MHz  | 32 kW       | horizontální |
| DVB-T2 | Multiplex 22 | 40    | 626 MHz  | 32 kW       | horizontální |
| DVB-T2 | Multiplex 23 | 22    | 482 MHz  | 32 kW       | horizontální |

### Rádia
|    | Stanice         | Kmitočet  | Výkon (ERP) | Polarizace   |
| -- | --------------- | --------- | ----------- | ------------ |
| FM | ČRo Radiožurnál | 93,1 MHz  | 93,3 kW     | horizontální |
| FM | Rádio Blaník    | 95,0 MHz  | 93,3 kW     | horizontální |
| FM | Kiss            | 97,7 MHz  | 50 kW       | horizontální |
| FM | ČRo Dvojka      | 103,2 MHz | 93,3 kW     | horizontální |
| FM | Evropa 2        | 105,5 MHz | 93,3 kW     | horizontální |

Z vysílače se šíří i digitální rozhlas DAB+:
|      | Multiplex | Kanál | Kmitočet    | Výkon (ERP) | Polarizace |
| ---- | --------- | ----- | ----------- | ----------- | ---------- |
| DAB+ | ČRo DAB+  | 12C   | 227,360 MHz | 10 kW       | vertikální |

## Nejbližší vysílače
Nejbližší významné vysílače a vzdálenost k nim:
| Růžice kompasu | Cukrák 43,5 km | Ještěd 127,6 km | Krásné 80,5 km   | Růžice kompasu |
| Růžice kompasu | Sever          |                 |                  | Růžice kompasu |
| Růžice kompasu | Západ · Východ |                 |                  | Růžice kompasu |
| Růžice kompasu | Jih            |                 |                  | Růžice kompasu |
| Růžice kompasu | Kleť 86,6 km   |                 | Javořice 64,3 km | Růžice kompasu |